# 拟粉叶小檗
拟粉叶小檗（学名：Berberis parapruinosa）是小檗科小檗属的植物，为中国的特有植物。分布于中国大陆的西藏等地，生长于海拔2,600米至2,900米的地区，一般生于西藏，目前尚未由人工引种栽培。